# Gare de Paray-Douaville
Ne doit pas être confondu avec Gare de Paray-le-Monial.
La gare de Paray-Douaville est une ancienne gare ferroviaire de croisement de la ligne de Brétigny à La Membrolle-sur-Choisille. Elle est située sur le territoire de la commune de Paray-Douaville, dans le département des Yvelines, en région Île-de-France.

## Situation ferroviaire
Établie à 157 mètres d'altitude, la gare est située au point kilométrique (PK) 69,932 de la ligne de Brétigny à La Membrolle-sur-Choisille, entre les gares ouvertes de Dourdan - La Forêt et d'Auneau. Le bâtiment voyageurs est détruit ; seul subsiste le bâtiment marchandises, racheté par le groupe Soufflet.

## Histoire
La gare de Paray-Douaville est mise en service le 28 décembre 1865, par la Compagnie du chemin de fer de Paris à Orléans (PO), lorsqu'elle ouvre à l'exploitation la première section, de Brétigny à Vendôme de sa ligne de Paris à Tours par Châteaudun et Vendôme.

## Services
La gare est fermée aux services voyageurs et marchandises.